# Federazione Mondiale delle Società della Rosa
La Federazione Mondiale delle Società della Rosa (World Federation of Rose Societies) è un'organizzazione internazionale privata che riunisce le società nazionali delle rose e che mira a sviluppare la conoscenza sulla rosa organizzando conferenze internazionali e a fungere da centro informativo globale.
È stata fondata a Londra (Regno Unito) nel 1968. I membri fondatori erano le società della rosa dei seguenti otto paesi: Sudafrica, Australia, Belgio, Stati Uniti, Israele, Nuova Zelanda, Romania, Regno Unito.
Attualmente sono affiliati 37 Paesi, tra cui l'Italia. La federazione pubblica una rivista semestrale in inglese, World Rose News.
Questa associazione assegna regolarmente riconoscimenti a nuove varietà di rose, incluso quello della rosa preferita al mondo.

## Lista delle Società nazionali affiliate
- Argentina: Asociación Argentina de Rosicultura
- Australia: National Rose Society of Australia
- Austria: Osterreichische Rosenfreunde Garten-Gesellschaft
- Bangladesh: National Rose Society of Bangladesh
- Belgio: Société royale nationale 'Les Amis de la rose'
- Bermuda: Bermuda Rose Society
- Canada: Société canadienne des roses
- Cile: Asociación Chilena de la Rosa
- Cina: China Rose Society
- Danimarca: Det Danske Rosenselskab
- Finlandia: Suomen Ruususeura
- Francia: Société française des roses
- Germania: Gesellschaft Deutscher Rosenfreunde
- Giappone: Japan Rose Society
- Grecia: The Hellenic Rose Society
- India: Indian Rose Federation
- Irlanda del Nord: Rose Society of Northern Ireland
- Israele: The Jerusalem Foundation
- Italia: Associazione Italiana della Rosa
- Lussemburgo: Letzeburger Rousefrënn
- Norvegia: Norsk Roseforening
- Nuova Zelanda: New Zealand Rose Society Inc.
- Paesi Bassi: De Nederlandse Rozenvereniging
- Pakistan: Pakistan National Rose Society
- Polonia: Polski Towarzystwo Milosników Róaz
- Regno Unito: Royal National Rose Society
- Rep. Ceca: Czech Rosa Club
- Romania: Asociatia Amicii Rozelor din Romania
- Russia: Russian Association of Rosarians
- Slovacchia: Rosa Klub Zvolen - Slovakia
- Slovenia: Drustvo Ljubiteljev Vrtnic Slovenije
- Spagna: Asociación Española de la Rosa
- Stati Uniti: American Rose Society
- Sudafrica: Federation of Rose Societies of South Africa
- Svezia: Svenska Rosensällskapet
- Svizzera: Société suisse des roses
- Uruguay: Asociación Uruguaya de la Rose
- Zimbabwe: Rose Society of Zimbabwe

## I congressi
- 2018 : Copenaghen (Danimarca)[1]
- 2015 : Lione (Francia)[2]
- 2012: Sandton (Sudafrica)
- 2009: Vancouver (Canada)
- 2006: Osaka (Giappone)
- 2003: Glasgow (Scozia)
- 2000: Houston (Stati Uniti)
- 1997: Benelux
- 1994: Christchurch (Nuova Zelanda)
- 1991: Belfast (Irlanda del Nord)
- 1988: Sydney (Australia)
- 1985: Toronto (Canada)
- 1983: Baden-Baden (Germania)
- 1981: Gerusalemme (Israele)
- 1979: Pretoria (Sudafrica)
- 1976: Oxford (Inghilterra)
- 1974: Chicago (Stati Uniti)
- 1971: Hamilton (Nuova Zelanda)
- 1968: Londra (Inghilterra)